# Pfetzendorf
Pfetzendorf ist ein Gemeindeteil der Stadt Leutershausen im Landkreis Ansbach (Mittelfranken, Bayern). Pfetzendorf liegt in der Gemarkung Frommetsfelden.

## Geografie
Der Weiler liegt an der Altmühl und am Brunnengraben, einem rechten Zufluss der Altmühl. Rund 0,5 km westlich liegt das Waldgebiet Weidlach, etwa 0,5 km östlich das Seeholz. Eine Gemeindeverbindungsstraße führt nach Höchstetten (0,4 km nördlich) bzw. nach Zweiflingen (0,4 km südlich). Der Ort liegt am Altmühltal-Radweg.

## Geschichte
Pfetzendorf stand ursprünglich unter der Lehensherrschaft des Hochstifts Würzburg. Nach einer Rechnung des Chorherrenstiftes St. Gumbert in Ansbach von 1342 hatte das Stift in „Phötzendorf“ einen Untertanen. Im 15. Jahrhundert waren die Markgrafen von Ansbach Lehensherren über einen Hof in Pfetzendorf, wie aus Lehenbriefen von 1423, 1459 und 1544 hervorgeht. Das Lehen wurde an die Herrschaft Jochsberg ausgegeben.
Laut der Vetterschen Oberamtsbeschreibung von 1732 bestand der Weiler zu dieser Zeit aus drei Untertanen des Stiftsamts Ansbach und zwei des brandenburg-ansbachischen Vogtamtes Jochsberg. Er bildete mit Zweiflingen eine Realgemeinde, war nach St. Erhard in Frommetsfelden gepfarrt (die Pfarrei des Bistums Würzburg war mit der ersten brandenburgischen Kirchenvisitation von 1528 protestantisch geworden) und vom Zehnt befreit. Jeder der beiden Ämter hatte die Vogtei inner Etters auf seinen Untertan inne, während die Vogtei außer Etters und die Fraisch das brandenburgisch-ansbachische Stadtvogteiamt Leutershausen wahrnahm. Die Gemeindeherrschaft und der Hirtenstab waren Rechte des Vogtamtes Jochsberg.
Am Ende des Alten Reiches, gegen 1800, bestand Pfetzendorf aus fünf Untertanen. Ein Halbhof und ein Köblergut gehörten dem Stiftsamt Ansbach, zwei Köblergüter und ein Haus waren Besitz des Vogtamtes Jochsberg. Die Rechtsverhältnisse von 1732 galten unverändert. Von 1797 bis 1808 unterstand der Ort dem Justizamt Leutershausen und Kammeramt Colmberg.
Im Rahmen des Gemeindeedikts wurde Pfetzendorf dem 1808 gebildeten Steuerdistrikt Frommetsfelden zugeordnet. Es gehörte auch der 1810 gegründeten Ruralgemeinde Frommetsfelden an. Mit dem Zweiten Gemeindeedikt (1818) wurde es in die neu gebildete Ruralgemeinde Bieg umgemeindet. Am 1. Juli 1972 wurde Pfetzendorf im Zuge der Gebietsreform in Bayern nach Leutershausen eingemeindet.
Das Ortsbild bietet einige sehenswerte Fachwerkbauten (Scheunen).

## Einwohnerentwicklung
| Jahr      | 001818 | 001840 | 001861 | 001871 | 001885 | 001900 | 001925 | 001950 | 001961 | 001970 | 001987 |
| Einwohner | 24     | 20     | 25     | 26     | 25     | 24     | 25     | 24     | 22     | 15     | 22     |
| Häuser    | 7      | 5      |        |        | 6      | 5      | 6      | 5      | 5      |        | 5      |
| Quelle    | [ 18 ] | [ 19 ] | [ 20 ] | [ 21 ] | [ 22 ] | [ 23 ] | [ 24 ] | [ 25 ] | [ 26 ] | [ 27 ] | [ 1 ]  |

## Religion
Der Ort ist seit der Reformation evangelisch-lutherisch geprägt und bis heute nach St. Erhard (Frommetsfelden) gepfarrt. Die Einwohner römisch-katholischer Konfession sind nach Kreuzerhöhung (Schillingsfürst) gepfarrt.